# Коржковцы
Коржковцы (укр. Коржківці) — село в Лановецкой городской общине Кременецкого района Тернопольской области Украины.
До 2020 года входило в Лановецкий район.
Код КОАТУУ — 6123882703. Население по переписи 2001 года составляло 166 человек.

## Географическое положение
Село Коржковцы находится у одного из истоков реки Пискарка,
на расстоянии в 1 км от села Лопушное.
Рядом проходит автомобильная дорога Р-43.

## История
- 1612 год — дата основания.